# NGC 293
NGC 293 je galaksija u zviježđu Kit.

## Vanjske poveznice
- SEDS: NGC 293